# Grip!
Singles de Every Little Thing
Untitled 4 Ballads
(2002) Fundamental Love
(2003)
Grip! est le 23e single du groupe japonais Every Little Thing.

## Présentation
Le single sort le 12 mars 2003 au Japon sur le label Avex Trax, trois mois après le précédent single officiel du groupe, Untitled 4 Ballads. Il atteint la 7e place du classement des ventes hebdomadaire de l'Oricon, et reste classé pendant dix semaines. Il est alors le single le moins vendu du groupe. 
Le single contient deux chansons et leurs versions instrumentales. La chanson-titre Grip! a été utilisée comme quatrième générique d'ouverture de la série anime Inu-Yasha.  Elle figurera sur le cinquième album du groupe, Many Pieces qui sortira trois jours plus tard, puis sur ses compilations de singles Every Best Single 2 de 2003 et Every Best Single - Complete de 2009. La chanson en "face B", Yura Yura, a quant à elle été utilisée comme générique du film anime adapté de la série, Eiga Inuyasha: Kagami no Naka no Mugenjō, et reste inédite en album.

## Liste des pistes
Toutes les paroles sont écrites par Kaori Mochida.
| 1. | Grip!                                   | Kazuhiro Hara / HΛL                      | 4:51 |
| 2. | Yura Yura (ゆらゆら)                    | Kunio Tago / I. Ito, M. Nakao, Y. Ohtani | 3:53 |
| 3. | Grip! (Instrumental)                    | Kazuhiro Hara / HΛL                      | 4:51 |
| 4. | Yura Yura (Instrumental) (ゆらゆら ...) | Kunio Tago / I. Ito, M. Nakao, Y. Ohtani | 3:53 |